# Iubiri și câini
Amores Perros este un film mexican, lansat în anul 2000, produs și regizat de Alejandro González Iñárritu. 
Filmul ne prezintă trei povești diferite, aparent fără legătură, a unor personaje care întruchipează viața unor categorii sociale opuse: „Octavio și Susana”, „Daniel și Valeria”, „El Chivo și Maru”. 
Amores Perros a fost lansat sub titulatura „Love’s a Bitch” (Dragostea e o curvă) în țările vorbitoare de limbă engleză. În limba română , a fost tradus „Iubiri și câini”.
Amores Perros a adunat 52 de premii și 14 nominalizări. A fost nominalizat la Premiul Oscar pentru „Cel mai bun film străin” în 2000 și a câștigat Premiul Ariel pentru „Cea mai bună imagine” în cadrul Academiei Mexicane de Film.

## Subiect
Octavio este un băiat sărac, dintr-o familie dezorganizată, care se iubește în secret cu cumnata lui, Susana. Mânat de dorința de a-i oferi acesteia un trai mai bun, pierde tot ce-i era mai drag în viață.
Daniel și Valeria – el redactor-șef la o revistă prestigioasă, ea un manechin celebru - sunt un cuplu de tineri îndrăgostiți a căror viață în doi începe promițător, dar care brusc, ia o turnură teribilă.
El-Chivo este un om care a lăsat în urmă o carieră înfloritoare și a ajuns pe stradă, boschetar. Se luptă pentru a-i fi tată (măcar din umbră) fiicei sale Maru, care crede că tatăl ei este mort. Personajul ascunde un trecut tumultos, dar iubirea necondiționată pe care le-o poartă câinilor vagabonzi, compensează cu răutatea și ilegalitățile de care este capabil. 

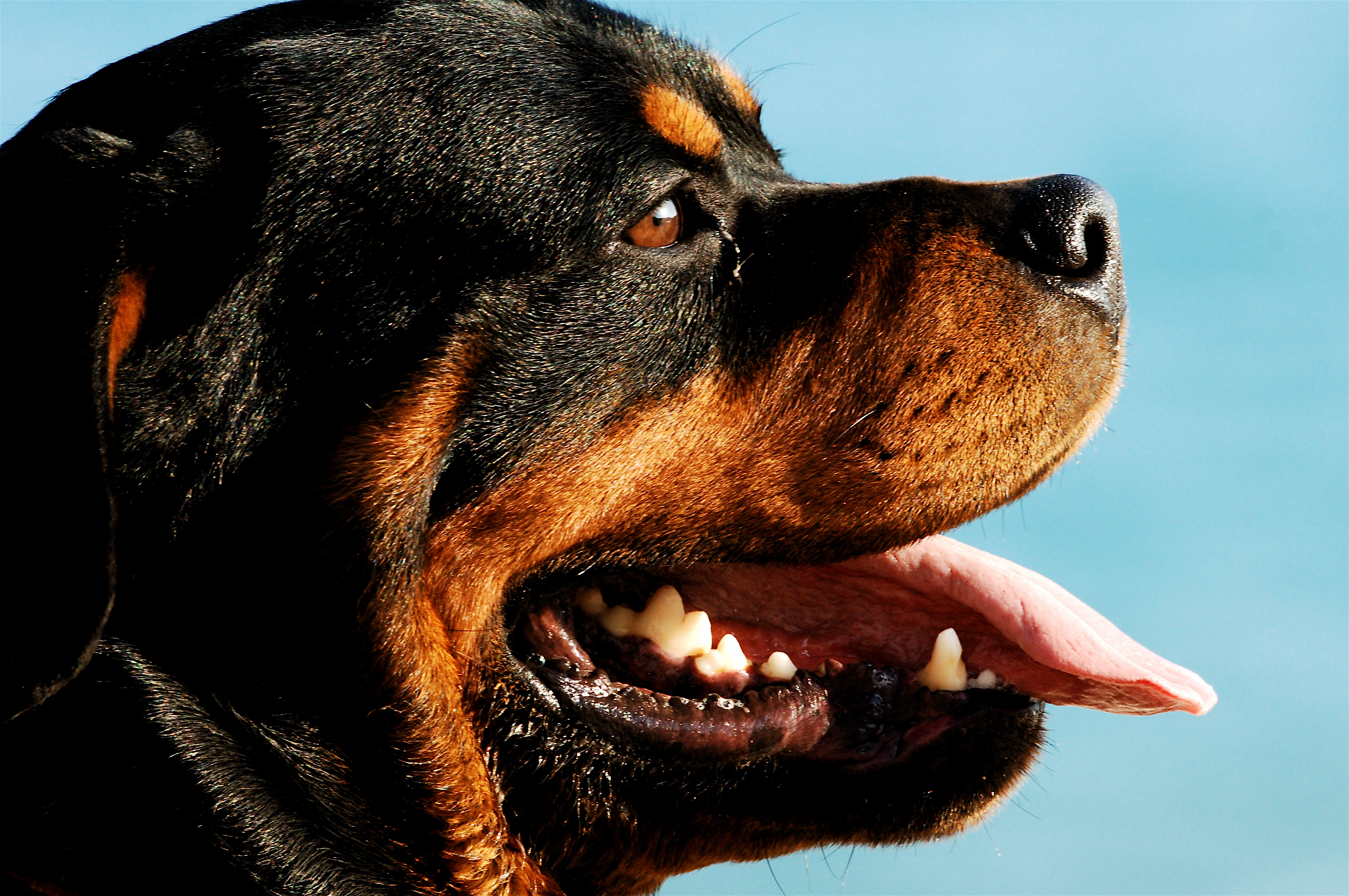
Cofi, câinele lui Octavio

În urma unui cumplit accident de mașină ce are loc în Mexico City, cele trei istorii diferite, converg în momentul impactului, cu pasaje intercalate care se întâmplă înainte sau după, și ale căror personaje devin victimele propriilor alegeri. Consecințele cutremurătoare pe care le suportă cei implicați, capătă un sens mult mai profund în momentul în care le aflăm poveștile, alegerile, trădările, regretele tardive și resemnările cu care vor fi condamnați să trăiască în cele din urmă.

## Premii câștigate[3]

### În anul 2000
- Premiul Audienței pentru „Cel mai bun lung-metraj” în cadrul Annual AFI Los Angeles International Film Festival
- În cadrul Premiilor Bogota din Columbia a primit Premiul Audienței pentru „Cel mai bun film” și Cercul Precolumbian de Aur pentru: „Cel mai bun film” și „Cel mai bun director de film”(Alejandro González Iñárritu)
- La Festivalul de Film de la Cannes a primit „Critics Week Grand Prize” (Premiul cel mare din partea criticilor) și „Cel mai bun lung-metraj” din partea Tinerilor Critici
- În cadrul Festivalului de Film de la Chicago a primit următoarele premii: „Premiul audienței: Alejandro González Iñárritu”, „Gold Hugo: Cel mai bun film”, „Silver Hugo: Cel mai bun actor (Emilio Echevarría și Gael García Bernal)
- „Cel mai bun scenariu: Guillermo Arriaga” – Montreal Festival of New Cinema
- „Marele Premiu” la festivalul de film Flanders International Film Festival (Alejandro González Iñárritu)
- „Premiul Noului Director de Film: Alejandro González Iñárritu la Festivalul Internațional de Film Edinburgh
- „Cel mai bun debut: Alejandro González Iñárritu”, „Premiul Presei: Alejandro González Iñárritu”, „Premiul Glauber Rocha: Alejandro González Iñárritu” în cadrul Festivalului de Film Havana din Cuba
- „Premiul Rábida: Alejandro González Iñárritu” la Huelva Latin American Film Festival
- Festivalul de film Oslo Films from the South Festival, premiul „Filmul din Sud”
- Premiile ACE: „Premiul ACE: Cel mai bun actor: Gael García Bernal” „Cel mai bun director de film: Alejandro González Iñárritu”
- Festivalul Internațional de Flm de la São Paulo, „Premiul Criticilor: Alejandro González Iñárritu” și „Premiul Juriului Internațional – Mențiunea de Onoare: Alejandro González Iñárritu”
- „Premiul pentru cel mai bun director de film: Alejandro González Iñárritu” și „Marele premiu de la Tokyo: Alejandro González Iñárritu” în cadrul Premiilor Festivalului Internațional de Film de la Tokyo
- „Premiul Audienței: Alejandro González Iñárritu” în cadrul Festivalului Internațional de Film Valdivia

### În anul 2001
- Globul de Aur pentru „Cel mai bun film într-o limbă străină”
- Premiul „Outstanding Foreign Film”(Filmul Străin Remarcabil) în cadrul premiilor American Latino Media Arts Awards
- Festivalul Internațional de Film Palm Springs, „Premiul FIPRESCI: Alejandro González Iñárritu”
- Condorul de Argint oferit de Argentinean Film Critics Association Awards pentru „Cel mai bun film străin”
- „Premiul de popularitate” în cadrul MTV Movie Awards Latin America
- În cadrul premiilor Ariel Awards din Mexic, a primit următoarele premii: Cel mai bun actor: Gael García Bernal. Cel mai bun sctor în rol secundar: Gustavo Sánchez Parra. Cea mai bună imagine: Rodrigo Prieto. Cea mai bună indicație scenică: Alejandro González Iñárritu. Cel mai bun montaj: Alejandro González Iñárritu, Luis Carballer, Fernando Pérez Unda. Cel mai bun debut: Alejandro González Iñárritu. Cel mai bun machiaj: David Ruiz Gameros. Cel mai bun decor: Melo Hinojosa, Julieta Álvarez. Cel mai bun sunet: Antonio Diego, Martin Hernández, Geoffrey G. Rubay, Rudi Pi. Cele mai bune efecte speciale: Alejandro Vázquez
- „Cel mai bun film într-o limbă străină” în cadrul premiilor Boston Society of Film Critics Awards
- „Broasca de aur”(Rodrigo Prieto) la Premiile Camerimage din Polonia
- „Cel mai bun director de film”, „Cel mai bun film”, „Cel mai bun scenariu” în cadrul premiilor Fantasporto din Portugalia
- „Cel mai bun debut” și „Cel mai bun scenariu” oferite de Festivalul de Film Lleida Latin-American
- „Cel mai bun film într-o limbă străină” – Premiile National Board of Review, SUA

### În anul 2002
- Premiul “Cel mai bun film într-o limbă străină” în cadrul Premiilor BAFTA
- „Directorul de film al anului: Alejandro González Iñárritu” în cadrul Premiilor Criticilor de Film de la Londra
- Premiul „Cel mai bun film într-o limbă străină” la Rio de Janeiro în cadrul Premiilor Cinema Brazil Grand Prize
- „Zeița de argint: Francisco Pina” în cadrul premiilor Mexican Cinema Journalists

## Coloană Sonoră
| Titlu piesă                          | Interpret                                 | Compozitor                                |
| ------------------------------------ | ----------------------------------------- | ----------------------------------------- |
| "Amores Perros"                      | Control Machete                           | Control Machete                           |
| "La vida es un carnaval"             | Celia Cruz                                | Victor Daniel                             |
| "Pesada"                             | Control Machete                           | F. Caballero și A. Hernández              |
| "Yolanda"                            | Los Gatos Negros                          | Rafael Padilla                            |
| "Corazón"                            | Titán                                     | Carole King                               |
| "La cumbia del garrote"              | Los del Garrote                           | Rafael Padilla                            |
| "Gimme the power                     | Banda Espuela de Oro                      | Miguel Ángel Huidobro                     |
| "Mentiras"                           | Los del Garrote                           | Carlos Alberto și Darío Flores            |
| "Coolo                               | Dante Spinetta Salazar                    |                                           |
| "Lucha de gigantes"                  | Nacha Pop                                 | Antonio Vega și Nacho García Vega         |
| "Si señor"                           | Control Machete                           | F. Caballero și J. Robert                 |
| "Atacama"                            | Gustavo Santaolalla (Alfredo Santaolalla) | Gustavo Santaolalla (Alfredo Santaolalla) |
| "Long Cool Woman (In a Black Dress)" | The Hollies                               | Allan Clarke                              |